# Mekong
Mekong je rijeka u jugoistočnoj Aziji, dvanaesta rijeka po dužini u svijetu (sedma u Aziji). Mekong izvire u Kini u Tibetanskoj visoravni, protječe kroz Mianmar (Burma), Laos, Tajland, Kambodžu i Vijetnam, gdje se nakon otprilike 4909 km, ulijeva deltom u Južnokinesko more.

## Vanjske poveznice
|  | Zajednički poslužitelj ima još gradiva o temi Mekong |